# 少年嗜好
『少年嗜好』は2003年より出版されている、成人向けアンソロジーコミックシリーズである。

## 概要
2003年に桜桃書房より、ショタ系アンソロージコミックとしてEXコミックスレーベルから『少年嗜好』が出版される。
続刊の『少年嗜好2』では桜桃書房発行のオークス発売となり、レーベルも夢雅COMICSに変更され2004年発行の少年嗜好6までがオークスにより隔月で出版される。
その後、2005年よりシーズ情報出版発行モエールパブリッシング発売で『真･少年嗜好』が出版され、次巻の『極･少年嗜好』からはモエールパブリッシングより出版されるようになる。
2006年発売の『余･少年嗜好』まで、ももまんじるしレーベルから『（漢字一文字）・少年嗜好』のタイトルで出版され、以降は少年くらぶレーベルに変更され、少年嗜好の後に文字が来る形式のタイトルとなる。

## 現在執筆中の主な作家
- カスカベアキラ
- 中ノ尾恵
- かげちん
- 箕神北都
- 横山葱
- 柊柾葵
- 蒔田真記
- 水上蘭丸
- 目黒霖雨
- Macop.

他

## 既刊リスト
- 少年嗜好（2003年9月29日発売） - ISBN 4-7567-3181-3
- 少年嗜好2（2004年2月20日発売） - ISBN 4-86105-092-8
- 少年嗜好3（2004年4月20日発売） - ISBN 4-86105-107-X
- 少年嗜好4（2004年6月20日発売） - ISBN 4-86105-129-0
- 少年嗜好5（2004年8月20日発売） - ISBN 4-86105-165-7
- 少年嗜好6（2004年10月26日発売） - ISBN 4-86105-181-9
- 真･少年嗜好（2005年2月26日発売） - ISBN 4-86177-010-6
- 極･少年嗜好（2005年6月25日発売） - ISBN 4-903028-05-4
- 愛･少年嗜好（2005年8月28日発売） - ISBN 4-903028-21-6
- 魁･少年嗜好（2005年10月20日発売） - ISBN 4-903028-33-X
- 終･少年嗜好（2005年11月20日発売） - ISBN 4-903028-42-9
- 余･少年嗜好（2006年2月25日発売） - ISBN 4-903028-54-2
- 少年嗜好R（2006年4月25日発売） - ISBN 4-903028-71-2
- 少年嗜好 女装スペシャル（2006年5月25日発売） - ISBN 4-903028-73-9
- 少年嗜好S（2006年6月25日発売） - ISBN 4-903028-76-3
- 少年嗜好SS（2006年8月25日発売） - ISBN 4-903028-85-2
- 少年嗜好 夏休みスペシャル（2006年9月25日発売） - ISBN 4-903028-91-7
- 少年嗜好G（2006年10月25日発売） - ISBN 4-903028-95-X
- 少年嗜好 女装ワールド（2006年11月25日発売） - ISBN 4-903705-00-5
- 少年嗜好Z（2006年12月15日発売） - ISBN 4-903705-04-8
- 少年嗜好 やんちゃっ子スペシャル（2007年1月15日発売） - ISBN 978-4-903705-07-1
- 少年嗜好 女装ファンタジー（2007年3月15日発売） - ISBN 978-4-903705-10-1
- 少年嗜好 女装少年百物語（2007年6月15日発売） - ISBN 978-4-903705-13-2
- 少年嗜好 女装DESTINY（2007年9月15日発売） - ISBN 978-4-903705-15-6
- 少年嗜好 女装フレグランス（2007年11月15日発売） - ISBN 978-4-903705-19-4